# مقاطعة سانبيتي (يوتا)
مقاطعة سانبيتي (بالإنجليزية: Sanpete County)‏ هي إحدى مقاطعات ولاية يوتا في الولايات المتحدة الأمريكية.